# جون آندرسون
جون آندرسون (انگلیسی: June Anderson؛ زادهٔ ۳۰ دسامبر ۱۹۵۲) یک خواننده سوپرانوی برجسته اپرا اهل ایالات متحده آمریکا است.
شهرت او بیشتر به واسطهٔ اجراهای بل کانتوی آثارِ وینچنتزو بلینی، گائتانو دونیزتی و جواکینو روسینی است. او نخستین فردِ غیر ایتالیایی است که موفق به دریافتِ «جایزهٔ زرین بلینی» شده است که جایزه‌ای معتبر در زمینه خوانندگی اپراست. وی چند نشانِ افتخار نیز از دولت فرانسه دریافت نموده است و تحصیلات اولیه‌اش نیز (پیش از خوانندگی)، در رشتهٔ زبان فرانسوی در دانشگاه ییل بوده است.
او در سال ۱۹۹۲ میلادی، بابت ایفای نقشِ «کونه‌گوند» در اپرای «کاندید» (اثرِ لئونارد برنستاین) برندهٔ جایزه گرمی در ۳۴مین دورهٔ اهدای این جوایز در شاخه «بهترین آلبوم موسیقی کلاسیک» شد.